# ميدينا ديل كامبو
ميدينا ديل كامبو (الإسبانية:Medina del Campo) هي مدينة تقع في مقاطعة بلد الوليد بـ منطقة قشتالة وليون، تقع على بُعد 45 كم عن بلد الوليد بحيث تعتبر منطقة زراعية.
ومن أشهر معالمها قلعة لا موتا والقصر الملكي الذي كان محل إقامة العائلة المالكة خلال القرنين الرابع عشر والخامس عشر، وأيضا شهد القصر وفاة الملكة إيزابيلا الأولى فيه.

## توأمة
لميدينا ديل كامبو اتفاقيات توأمة مع كل من:
- Montmorillon [الإنجليزية]‏ منذ (1994 - )
- الزوك
- شقوبية

## أعلام
- كارلوس لازارو فاليجو
- غوميز بيريرا
- فرناندو الأول ملك أراغون
- خوان الثاني ملك أراغون
- آنا دي خيسوس
- إليانور من ألبوركويركي